# تلفزيون السودان
تلفزيون السودان أو الفضائية السودانية هو التلفزيون الرسمي لجمهورية السودان تأسست عام 1962.

## نشأة التلفزيون السوداني
كانت بداية أول بث تلفزيوني في السودان في اليوم الثالث والعشرين من شهر ديسمبر عام 1962م وكان بثاً تجربياً، ومحصور في محيط الخرطوم العاصمة، أي المدن الكبرى الثلاث: الخرطوم، أم درمان، والخرطوم بحري.
انطلق هذا الإرسال التجريبي من استديو الإذاعة بأم درمان، من جهاز صغير محدود القوة (100واط) وفرته شركة طومسون على سبيل التجربة لمدة عام، وكانت هناك أجهزة استقبال لهذا البث وزعت كأندية مشاهدة على الميادين الرئيسية والحدائق العامة كما وزعت بعض أجهزة الاستقبال على بعض الوزراء، وهى يابانية الصنع.
قبل انتهاء فترة البث التجرييبي بدأ التفكير في وسيلة لبث دائم وإنشاء استديو خاص بالتلفزيون…وتم الانتقال إلى مبنى فندق المسرح القومي بأم درمان وكان ذلك عام 1963م حيث أنشئت ثلاثة استديوهات واستجلبت كاميرات ومعدات بموجب اتفاق مع ألمانيا الغربية توصل له وزير الاعلام (الاستعلامات والعمل) في ذلك العهد (اللواء محمد طلعت فريد) ويقضي بتقديم عون فني للسودان لإنشاء محطه للتلفزيون. وتمت توأمة مع تلفزيون وإذاعة برلين أسهمت في تزويد المحطة الوحيدة بتلك المعدات وقطع الغيار مع تدريب الكوادر العاملة في هذا الجهاز الجديد، وبدأ التلفزيون ينتج برامجه وسهراته ويبثها على الهواء مباشرة وخصصت حديقة السطح بفندق المسرح (مبنى البرامج حالياً) الذي اتخذه التلفزيون مقراً له، مكاناً للسهرات والبرامج الجماهيرية، وفي نوفمبر 1963 افتتح التلفزيون السودانى رسمياً، ولعدم وجود أجهزة تسجيل الصورة والصوت ظل البث على الهواء إلى عام 1968م حيث ادخل نظام التسجيل الإلكتروني (الفيديوتوب). ظل الإرسال في مرحلة النشأة هذه محصوراً في الخرطوم وضواحيها في دائرة قطرها 40 كيلومتر.
وقد ساهم في توثيق كل مناحي الحياة السودانية السياسية والاقتصادية والثقافية بكل ضروبها من مادية وفنون غنائية وتشكيلية تمكن الدارسين والباحثين من الرجوع إليها في أي وقت يحتاجونها فيه وفي أوائل السبعينات القرن الماضي بدئ في إنشاء محطات تلفزة إقليمية بدأت ب ود مدني وانتشرت ووصلت إلي كل عواصم الولايات والمحافظات.
وفي عام 2012 احتفلت الفضائية السودانية باليوبيل الذهبي على تأسيسها.

## الخطوات التي تم إنجازها في الهيئة السودانية للتلفزيون
بدأ تلفزيون السودان بث إرساله للمرة الأولى من أمدرمان 23 سبتمبر عام 1963م ومن ود مدني في 25 نوفمبر 1970
- انطلق البث الملون في عام 1975م وانتاج المواد الملونة في عام 1978م
- يقوم التلفزيون ببث إرساله على المستوى الأرضي من خلال العديد من محطات الإرسال الموزعة في مختلف ولايات ومناطق البلاد المأهولة والنائية. وللتغلب على ما تمثله التضاريس الجبلية من عوائق تم إنشاء 98 محطة تقوية رئيسية وفرعية، منها 81 محطة رئيسية و17 محطة فرعية، ويتم استخدام الأقمار الصناعية للربط بين هذه المحطات التي تعتمد 60 محطة منها على الطاقة الشمسية كمصدر لطاقة التشغيل.
- أنشئت محطة الأقمار الصناعية وافتتحت في 3 يونيو 1995م ثم أضيفت محطة أخرى في عام 1996م.
- بدأ الإرسال خارج السودان فضائياً عبر الأقمار الصناعية في {انتلسات وعربسات }في عام 1996م
- وقد واكبت هذه الطفرة في الإرسال الخارجي الفضائي إدخال أنظمة حديثة في الإضاءة والمونتاج اللاخطي، التلوين الإلكتروني، التحرير عبر الحاسوب. وأصبح التلفزيون السوداني يعمل في بث برامجه على مدى 24 ساعة يومياً.

## الأقمار الصناعية
يغطى البث الفضائي بنسة 1..% وذلك من المحطة الأرضية عبر الأقمار الصناعية الآتية: ـ
عرب سات - نايل سات - 
1. عرب سات B2
2. إلى القمر نايل سات
من القمر عرب سات B2
من القمر عرب سات A3
1. Asia sat يغطى آسيا
2. Nssv يغطى أفريقيا
3.هوت بيرد Hispasat يغطى أمريكا اللاتنية
4.هوت بيرد Hot bird يغطى أروبا
5. Tells tav,5 يغطى أمريكا الشمالية
كما قام قطاع التلفزيون ومنذ عام 1997م ببث إرساله على أحد مواقع الإنترنت وعنوانه هو: www.sudantv.net
- تمثل البرامج المستوردة في خارطة البث اليومي لتلفزيون الدولة نسبة قليلة لا تتجاوز 25% - 30% من برامج البث اليومي وهي موزعة بين الأفلام والمسلسلات العربية، والبرامج الوثائقية والثقافية والعلمية والمنوعات.

يشهد قطاع التلفزيون طفرة لا تخطئها العين في آلات ومعدات البث الرقمي، واستخدام تكنولوجيا المعلومات، والاستوديوهات الحديثة مم انعكس إيجاباً في جماليات الشاشة.
إدخال خدمة الرسائل{SMS} لأول مرة لتسهيل مهمة المرسل والمستقبل ولمزيد من الترابط بين التلفزيون ومشاهديه عبر البرامج ذات الثقل الجماهيري.

## الهيكل التنظيمي لقطاع التلفزيون
يتكون الهيكل التنظيمي لقطاع التلفزيون من رئيس قطاع على قمة الهرم تساعده ستة إدارات عامة رئيسة متفرع منها عشرة إدارات فرعية متخصصة يساندها في إكمال عمله المتخصص هذا ستة أقسام رئيسة كالمكتبة والديكور.
تتضافر مجهودات كل هذه الإدارات العامة والفرعية والأقسام في جهد متسق لتنفيذ خطة القطاع والمتمثلة في الدورة البرنامجية المقررة.